# 디리클레 지표
수론에서 디리클레 지표(Dirichlet指標, 영어: Dirichlet character)는 수론적 함수의 하나다. 디리클레 L-함수를 정의하는 데 사용된다.

## 정의
군 {\displaystyle (\mathbb {Z} /k\mathbb {Z} )^{*}}는 {\displaystyle k}에 대하여 서로소인 {\displaystyle k} 합동류들의 아벨 군이다. {\displaystyle \mathbb {C} ^{*}=\mathbb {C} \setminus \{0\}}는 0이 아닌 복소수들의 곱셈에 대한 아벨 군이다. 이들 사이에 군 준동형
{\displaystyle \chi \colon (\mathbb {Z} /k\mathbb {Z} )^{*}\to \mathbb {C} ^{*}}
이 주어졌다고 하자. 이러한 꼴의 군 준동형을 지표라고 한다. 이러한 지표 {\displaystyle \chi }를 수론적 함수 {\displaystyle {\hat {\chi }}\colon \mathbb {Z} \to \mathbb {C} }로 확장시킬 수 있다. 이 경우, {\displaystyle k}에 대하여 서로소가 아닌 합동류에 속하는 정수들에 대하여 {\displaystyle {\hat {\chi }}}의 값을 0으로 놓는다. 이렇게 하여 얻는 함수 {\displaystyle {\hat {\chi }}}를 디리클레 지표라고 한다.
이렇게 정의한 함수 {\displaystyle {\hat {\chi }}}는 다음과 같은 성질을 갖는다.
1. (주기성) {\displaystyle {\hat {\chi }}(n)={\hat {\chi }}(n+k)}
2. (서로소) {\displaystyle n}과 {\displaystyle k}가 서로소임은 {\displaystyle {\hat {\chi }}(n)\neq 0}과 동치이다.
3. (승법성) 모든 정수 {\displaystyle m,n\in \mathbb {Z} /k\mathbb {Z} }에 대하여, {\displaystyle {\hat {\chi }}(mn)={\hat {\chi }}(m){\hat {\chi }}(n)}

이 세 조건을 만족하는 함수는 항상 디리클레 지표임을 보일 수 있다.

## 디리클레 L-함수
모든 디리클레 지표 {\displaystyle \chi }에 대하여, 이에 대응하는 L-함수를 정의할 수 있다. 이를 디리클레 L-함수라고 하며, 다음과 같다.
{\displaystyle L(s,\chi )=\sum _{n=1}^{\infty }\chi (n)/n^{s}}

## 역사
페터 구스타프 르죈 디리클레가 디리클레 등차수열 정리를 증명하기 위하여 1831년에 도입하였다.

## 참고 문헌
- Davenport, Harold (2000). 《Multiplicative Number Theory》. Graduate Texts in Mathematics (영어) 74 3판. Springer. ISBN 978-0-387-95097-6.
- Fröhlich, Albrecht; Martin J. Taylor (1991). 《Algebraic number theory》. Cambridge studies in advanced mathematics (영어) 27. Cambridge University Press. doi:10.1017/CBO9781139172165. ISBN 0-521-36664-X. Zbl 0744.11001.